# Леза (мифология)
Леза (Реза) - персонаж мифологии бантуязычных народов тропической Африки (ила, тонга, биса, вемба, луба, субийя, каонде и других), громовник, божество дождя.

## Общие сведения
Леза живет на небе. Атмосферные явления в виде дождя, грома, молнии - проявления этого божества. Мифы народов ила говорят о том, что молнии - это блеск глаз Лезы (есть версия, что молнии выходят у него изо рта), гром - его голос, а звезды - глаза. Если Леза спускается с неба на землю, то начинается буря. Все, что связано с дождем, является Леза.

## Деятельность каккультурного герояидемиурга
Вероятно, под влиянием культа предков, у некоторых народов Леза приобрел качества, характерные для культурных героев-предков. Поэтому посредниками между людьми и Леза являются духи предков: так, согласно мифам биса и вемба, духи умерших переходят в мир духов к Леза и выступают такими посредниками.
В мифологии каонде Леза является одновременно божеством дождя, демиургом и культурным героем. Согласно их представлениям, Леза создал первых людей - Мулонга и Мвинамбузи. Изначально эти люди были бесполыми, и Леза для улучшения своих творений передал Мулонге два свертка - для его и Мвинамбузи. По указанию Лезы Мулонга поместил один сверток между ног и утром проснулся мужчиной. Сверток, предназначенный для Мвинамбузи, Мулонга выбросил из-за его неприятного запаха. Леза дал Мвинамбузи новый сверток, и она стала женщиной, а для Мулонги и всех мужчин было назначено наказание - они должны были платить брачный выкуп. 
Леза передал дары первым людям через медовую птицу (майимба): это были три тыквенных сосуда (калебасы), в двух из которых были семена полезных растений, а в третьем - смерть, болезни и хищные звери. Леза запретил открывать сосуды до своего прихода, но майимба нарушила запрет, поэтому в мире появились смерть, болезни и хищники. Леза наказал майимбу, а людей научил приспосабливаться к новым условиям - строить жилища, выделывать шкуры, добывать огонь и изготавливать оружие и орудия труда.